# Fragmente von Autun
Die urheberschaftlich anonymen Fragmente von Autun (auch: Gaius von Autun, beziehungsweise Fragmenta Interpretationis Gai Institutionum Augustodunensia, verkürzt Fragmenta Augustodunensia, in Quellenangaben kurz: FA) sind eine auf fünfzehn Palimpsestblättern fragmentarisch erhalten gebliebene und in der französischen Stadtbibliothek von Autun aufbewahrte Paraphrase zu den hochklassischen Institutionen des Juristen Gaius, mutmaßlich aus dem 4. Jahrhundert n. Chr., möglicherweise schon aus dem Jahr 300 n. Chr. Zum Inhalt hat sie ausgewählte Kommentarliteratur des Originals.

## Entdeckung und Bedeutung
1899 publizierte der französische Paläograf Émile Chatelain sechs Blätter eines Palimpsests, von dem es ihm im Vorjahr gelungen war, die überschriebene Handschrift, die scriptura inferior, als Verarbeitung aus dem gaianischen Anfängerlehrbuch zu identifizieren. Palimpsestiert war die getilgte Handschrift durch eine bis heute augenscheinliche, halbunziale und wohl im 6. oder 7. Jahrhundert entstandene Abschrift der ihrerseits gegen etwa 420 n. Chr. entstandenen Achtlasterlehre De institutis coenibiorum et de octo principalibus vitiis („Über die Grundsätze der Koinobiten und die acht Hauptlaster“) von Johannes Cassianus. Die Schrift trägt deshalb auch den Namen Instituta Cassiani. Darauf gestoßen wurde Chatelain durch eine beiläufige Bemerkung des Bibliophilien Guglielmo Libri. Als der gerade französische Handschriften katalogisierte, verwunderte ihn die dünne Erscheinung des Pergaments, was ihn sofort an eine Wiederverwendung des Werkstoffs denken ließ (codex rescriptus). Die anschließende Entzifferung des fragmentarischen Textes gestaltete sich für alle involvierten Forscher als äußerst diffizil, denn seiner Erscheinung nach handelte es sich bei der Handschrift um einen codex sepultus, dessen Spuren weitgehend vernichtet worden waren. So fehlen Tintenspuren zumeist gänzlich. Der ausgewiesene Rechtsspezialist Paul Krüger edierte die vorzüglich ausradierte Paraphrase 1912 vollständig. Spätere Editionen basieren auf seiner Ausgabe.
Es wird davon ausgegangen, dass die ursprüngliche Handschrift aus der spätnachklassischen Epoche der ersten Hälfte des 4. Jahrhunderts stammt. Geschaffen wurde sie wohl in Italien oder Südfrankreich, möglicherweise in Autun selbst. In der Forschung wird darüber diskutiert, ob ein früheres Entstehungsdatum in Erwägung gezogen werden müsse. Größere Einigkeit besteht jedenfalls darüber, dass dem Verfasser die Bedeutung einiger klassischer Rechtsbegriffe offensichtlich nicht mehr geläufig waren, was den Schluss nahelege, dass geistige Auseinandersetzungen mit den Rechtsgelehrten Papinian, Paulus, Ulpian oder auch Modestin nicht mehr stattfanden, weil ihr sprachliches Wirken bereits der Vergangenheit angehörte. Vermutet wird eine Distanz des Autors zu den Autoritäten von mindestens einem, vielleicht sogar zwei, Menschenaltern. In die jüngere Vergangenheit gewandt, weist die Forschung einen Entstehungszeitpunkt des Werks nach der Mitte des 4. Jahrhunderts wiederum zurück, weil die sprachliche und didaktische Nähe zum Rechtsunterricht der Klassiker, die sich danach sehr verlor, noch hinreichend gut erkennbar sei.
Zwar sind sie teilweise unleserlich, aber insgesamt bezeugen sieben Bruchstücke das gaianische Elementarwerk. Die entzifferten Passagen deuten auf Fundstellen aus drei der vier Gaiusbücher hin. Inhaltlich sind zivil- und zivilprozessrechtliche Themen behandelt. Mit der Gaiusparaphrase konnten Erkenntnisse zu den Stipulationswortlauten gewonnen werden, die im Zusammenhang mit Erbschaftskäufen stehen. Die moderne Forschung bringt aus den Blättern schmale – bislang unbekannte – Schriftmassen zwar zum Vorschein, inhaltliche Erhellung bleibt allerdings aus.
Einigkeit besteht in der Forschung wiederum darüber, dass das Werk im Rahmen eines juristischen Lehrgangs verfasst worden sein muss. Im 6./7. Jahrhundert soll es ausgemustert und danach wiedereingeführt worden sein. Die Darbietung des Urtextes erfolge wortgetreu, sodass kaum anzunehmen sei, dass redaktionell darauf eingewirkt wurde.
Der Neuzeit ist das gaianische Werk weitestgehend indirekt überliefert. Die Handschrift ist insgesamt wenig ergiebig und kann daher nur als kleiner Baustein für den Erkenntnisgewinn angesehen werden. Auch zur Behebung von Textlücken der Gaius Veronensis, einer weiteren Kommentarliteratur zur gaianischen Handschrift, dienten die Fragmente nicht. Deutlich größere Bedeutung für die Forschung erlangten die spätantiken Manuskripte der Collatio, und die Epitome Gai (enthalten in der lex Romana Visigothorum). Die Institutiones Iustiniani und die Digesten sind ebenfalls ergiebiger, sie waren im Rahmen der justinianischen Rechtsordnung des Corpus iuris civilis geschaffen worden.

## Ausgaben
- Gaius: Gai institutiones ad codicis Veronensis apographum Studemundianum novis curis auctum in usum scholarum (...). Insunt supplementa ad codicis Veronensis apographum a Studemundo composita. Accedunt fragmenta interpretationis Gai institutionum Augustodunensia ad recensionem Aemilii Chatelain edita a Paulo Krueger. Hrsg.: Paul Krüger, Wilhelm Studemund (= Paul Krüger, Theodor Mommsen, Wilhelm Studemund [Hrsg.]: Collectio librorum iuris anteiustiniani in usum scholarum (...). Band 1). 7. Auflage. Weidmann, Berlin 1923, S. XL–LXVI (Latein, archive.org).